# Az első világháborúban elesett verduniek emlékműve
Az első világháborúban elesett verduniek emlékműve (Monument aux enfants de Verdun morts pour la France) a franciaországi Verdunben áll.

## Története
Az emlékmű a Maas keleti partján, a város egykori védművének helyén, a Port Chaussée-hez közel áll. Az öt, különböző fegyvernemhez tartozó francia katonát ábrázoló szobrokat Claude Grange készítette, az építész Mathieu Forest volt. Az emlékművet 1928-ban leplezték le. A kőbe vésve olvasható az 1916-os verduni mottóː Nem jutnak át. Szintén megörökítették a város első és második világháborús hősi halottainak nevét.